# Wumang Dao
Wumang Dao (kinesiska: 乌蟒岛) är en ö i Kina. Den ligger i provinsen Liaoning, i den nordöstra delen av landet, omkring 280 kilometer söder om provinshuvudstaden Shenyang. Arean är 2,0 kvadratkilometer. Den sträcker sig 1,5 kilometer i nord-sydlig riktning, och 2,5 kilometer i öst-västlig riktning.
Genomsnittlig årsnederbörd är 1 172 millimeter. Den regnigaste månaden är juli, med i genomsnitt 417 mm nederbörd, och den torraste är januari, med 12 mm nederbörd.